# Rad-net Rose Team/Saison 2014
Dieser Artikel listet Erfolge und Fahrer des Radsportteams Rad-net Rose in der Saison 2014 auf.

## Zugänge – Abgänge
| Zugänge            | Team 2013              | Abgänge           | Team 2014      |
| ------------------ | ---------------------- | ----------------- | -------------- |
| Moritz Schaffner   | Thüringer Energie Team | Lucas Liß         | Team Stölting  |
| Lukas Baum         | Neoprofi               | Christopher Muche | Team Stuttgart |
| Fabian Brintrup    | Neoprofi               | Alexander Krieger | Team Stuttgart |
| Felix Intra        | Neoprofi               | Florian Scheit    | Karriereende   |
| Joshua Stritzinger | Neoprofi               |                   |                |

## Mannschaft
| Name                       | Geburtstag                 | Nationalität |              |
| -------------------------- | -------------------------- | ------------ | ------------ |
| Pascal Ackermann           | 17. Januar 1994            | Deutschland  |              |
| Lukas Baum                 | 28. Februar 1995           | Deutschland  |              |
| Henning Bommel             | 23. Februar 1983           | Deutschland  |              |
| Fabian Brintrup            | 17. April 1995             | Deutschland  |              |
| Emanuel Buchmann           | 18. November 1992          | Deutschland  |              |
| Felix Intra                | 1. Februar 1995            | Deutschland  |              |
| Marco Mathis               | 7. April 1994              | Deutschland  |              |
| Theo Reinhardt             | 17. September 1990         | Deutschland  |              |
| Moritz Schaffner           | 15. Oktober 1993           | Deutschland  |              |
| Nils Schomber              | 15. März 1994              | Deutschland  |              |
| Joshua Stritzinger         | 6. Dezember 1995           | Deutschland  |              |
| Kersten Thiele             | 29. September 1992         | Deutschland  |              |
| Mario Vogt                 | 17. Januar 1992            | Deutschland  |              |
| Domenic Weinstein          | 27. August 1994            | Deutschland  |              |
| Stagiaires                 | Stagiaires                 | Nationalität | Nationalität |
| Maximilian Beyer           | Maximilian Beyer           | Deutschland  |              |
| Jan Tschernoster (ab 1.8.) | Jan Tschernoster (ab 1.8.) | Deutschland  |              |